# يوهانس كوهن (مقدم تلفزيوني)
جوهانس كوهن (بالألمانية: Johannes Kuhn) (و. 1924 – 2019 م) هو مقدم تلفزيوني، وكاتب سيناريو، ومؤلف، وعالم عقيدة، وكاتب غير روائي ألماني، ولد في بلاوين، توفي عن عمر يناهز 95 عاماً.

## جوائز
حصل على جوائز منها:
- نيشان الفنون والآداب من رتبة قائد (17 يناير 2013)[3]
- جائزة المنافسة العامة  [لغات أخرى]‏ (1946)